# Коваль Василь Володимирович
Васи́ль Володи́мирович Коваль — український кадровий військовослужбовець, підполковник Збройних сил України, учасник російсько-української війни.

## Життєпис
Народився на Черкащині у сім'ї водія-далекобійника і виховательки дитячого садка. Після закінчення школи із золотою медаллю обрав професію військового і вступив до Сумського військового інституту артилерії на факультет артилерійської розвідки.
Військову службу розпочав на посаді командира взводу станції наземної артилерійської розвідки 26-ї артилерійської дивізії (Західна Україна), куди потрапив за розподілом. Коли командир дивізії генерал-майор Павло Ткачук очолив Львівську академію Сухопутних військ, він запропонував своїм колишнім товаришами по службі, які зарекомендували себе з кращого боку, обійняти вакантні посади курсових офіцерів. Одним з них був Василь Коваль, призначений на посаду 2004 року.
З 2009 року проходив службу на посаді заступника командира механізованого батальйону з озброєння Центру забезпечення навчального процесу академії на Яворівському полігоні.
Вступив до Національного університету оборони України імені Івана Черняховського, а по його закінченні очолив штаб бригадної артилерійської групи 93-ї окремої механізованої бригади. Через сім місяців отримав підвищення — був направлений у командний центр штабу армійського корпусу.

### Бойовий шлях
У зв'язку з російською збройною агресією проти України з 1 березня 2014 служба проходила на казарменому становищі в режимі чергування. 9 травня групі офіцерів, до якої увійшов і підполковник Коваль, було наказано виїхати до місця розташування запасного пункту управління. А вже за десять днів надійшла команда переміститися в Донецьку область з подальшим входженням до сил Антитерористичного центру.
28 липня 2014 року підполковник Коваль очолив загальновійськовий резерв, який брав участь у прориві оборони противника в Авдіївці. Група Коваля у складі 48 осіб на 4 танках і 4 БМП-2 так званими «зеленками» вийшла на Авдіївку з півночі. Змітаючи на своєму шляху ворожі блокпости, колона української бронетехніки увійшла в місто, чим спричинила паніку в лавах противника і його втечу з бойових позицій. Над будівлею міської ради було встановлено Державний прапор України, а бронегрупа зайняла оборону на виїзді з Авдіївки у напрямку Донецька. Наступного дня група Коваля відбила атаку бойовиків, знищивши два автобуси, на яких вони приїхали, а вранці висунулася на підтримку 20-го батальйону територіальної оборони в напрямку Красногорівки та Мар'їнки. Красногорівку звільнили протягом двох годин. Знищуючи вогневі точки противника просувалися у бік Мар'їнки, за п'ять годин взяли під контроль північну частину міста.
Через п'ять днів, здійснивши 170-кілометровий марш, підполковник Коваль зі своїми підлеглими прибув до Старобешевого для отримання чергового завдання і подальшого висування на Іловайськ. В Іловайськ заходили 7 серпня у складі 4 танків і 4 БМП-2 17-ї танкової бригади в супроводі розвідгрупи 40-го батальйону територіальної оборони «Кривбас», без єдиного пострілу, після чого зайняли опорні пункти так, що підперли «півмісяцем» південну, західну і північну частини міста. З протилежного боку завдання виконували військовослужбовці 51-ї окремої механізованої бригади. Перед групою Коваля стояло завдання не допустити прориву в місто підкріплення противника. Зокрема, через два тижні було відбито наступ танкової колони під російським прапором, що рухалася з боку Харцизька. Першим пострілом підбили головний танк, після чого колона противника повернула назад. Ще через п'ять днів атака повторилась, тоді Коваль тримав замасковану під мостами позицію з одним танком, одною БМП і протитанковою гарматою МТ-12 «Рапіра». Було знищено вантажний напівпричіп, що противник виставив перед своїм головним танком. Того дня у бою підполковник Коваль дістав контузію.
28 серпня Коваль отримав наказ на залишення позицій і прорив колоною в бік основного угруповання військ по так званому «зеленому коридору», його група мала замикати «південну колону», але затрималась на 40 хвилин. Вона прорвалась з боєм через Червоносільське та Осикове. Вже в Новокатеринівці, опинившись як на долоні перед переважаючими силами противника, група підполковника Коваля, до якої увійшли три танки, три БМП, дві вантажівки і три мікроавтобуси з пораненими, була розбита ворожою артилерією. Коваль останнім залишав пошкоджену БМП, за його наказом бійці пішли розсипом через поле за пагорб. Вийти під кулями їм допомогло те, що з'явились два українські літаки і завдали удару по опорному пункту противника та всій території навколо. Вогонь і димова завіса дали можливість швидко подолати відстань до укриття. Пробираючись соняшниковим полем підполковник Коваль потрапив до полону. Вже за кілька днів представники місії Червоного Хреста евакуювали групу поранених, серед яких був і Василь Коваль, до українського госпіталю.
Після тривалого лікування та реабілітаційної відпустки офіцер повернувся у стрій. Згодом був призначений на посаду старшого оперативного чергового командного центру оперативного командування «Схід», в/ч А1314, м. Дніпро.
Разом із дружиною виховує сина.

## Нагороди
21 жовтня 2014 року — за особисту мужність і героїзм, виявлені у захисті державного суверенітету та територіальної цілісності України, вірність військовій присязі, відзначений — нагороджений орденом Богдана Хмельницького III ступеня.